# ハモン・イベリコ

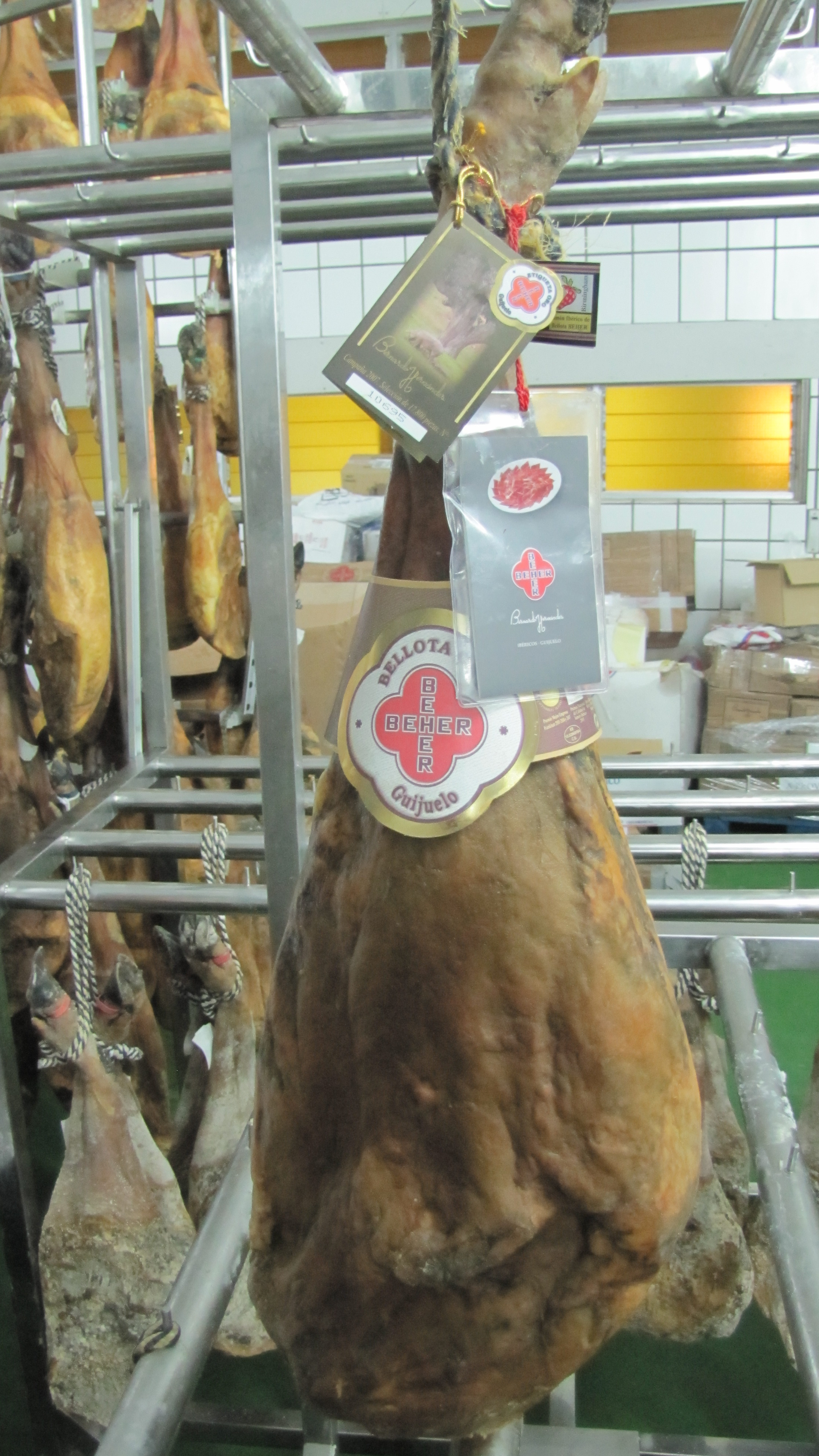
ハモン・イベリコ

ハモン・イベリコ（スペイン語: Jamón Ibérico）はスペインのみで作られる黒豚イベリア種（セルド・イベリコ）の生ハムである。スペインではパタ･ネグラ（黒い脚の意）と呼ばれることも多い。

## 概要

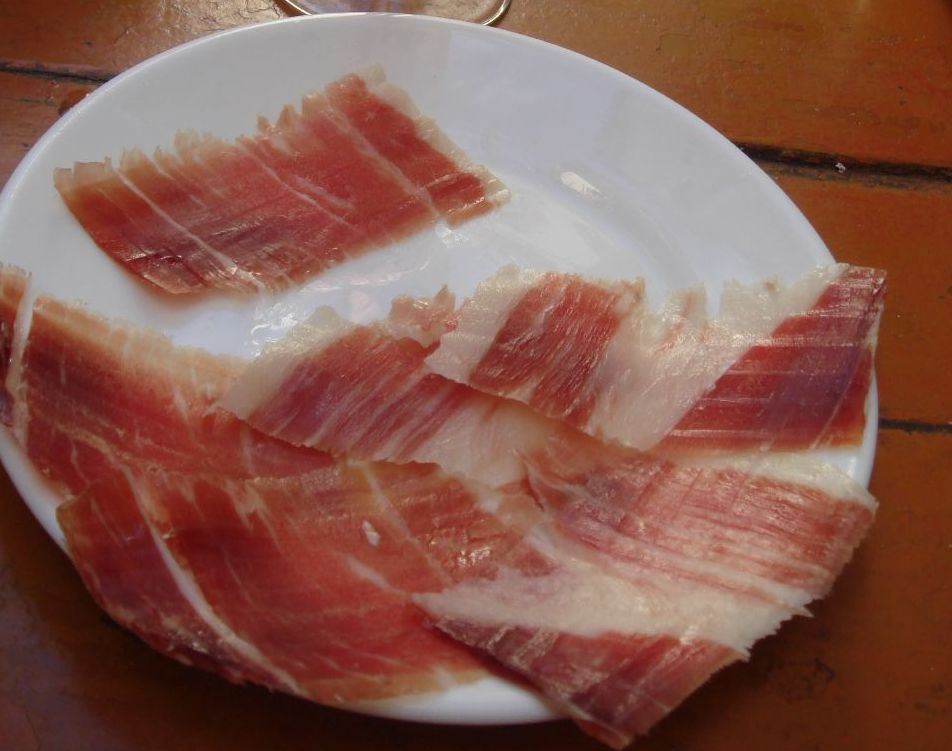
スライスしたハモン・イベリコ

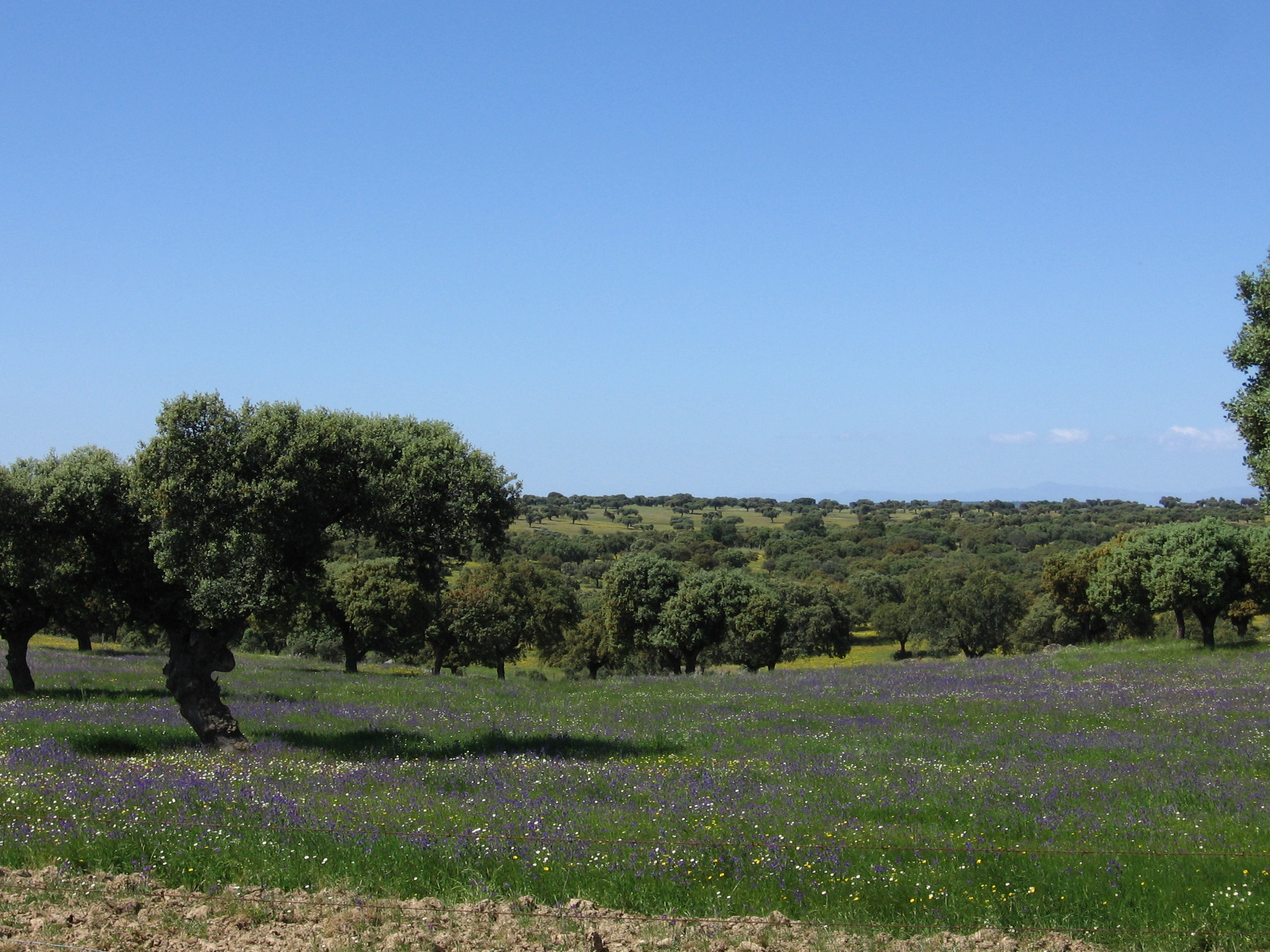
スペインエストレマドゥーラ州のデエサ

「ハモン」とはスペイン語で「ハム」、「イベリコ」とはスペイン語で「イベリア半島の」という意味である。単独で用いられる場合は例外なくスペイン産で、牛肉のような濃い赤色ときめ細かな脂肪（サシ）が特徴。
ハモン・イベリコは同じくスペインで白豚から作られるハモン・セラーノとは区別される。両者をわかりやすく区別するため、基本的にどちらも蹄（ひづめ）をつけたまま出荷される。生産数はハモン・セラーノより非常に少なく、その飼育にも手間がかけられ、出荷されるまでの熟成期間も長いため、ハモン・セラーノよりも希少で高価である。前脚で作られる「パレータ」(Paleta) は、脂肪が少なく比較的熟成期間が短い。イベリコ豚の生肉を塩漬けにした後、余分な塩分を洗い流し、気温の低い乾いた場所に約2年から5年程吊るして乾燥、熟成させる。生食出来る理由のひとつに、塩漬けの段階で水分が失われカンピロバクター菌の繁殖力が無くなるといったことが挙げられる。

主にイベリア半島西部に広がるデエサと呼ばれるオークまたはコルクの林で放牧されるイベリコ豚はどんぐりの実などを食べて育つ。サラマンカ県のギフエロ産、ウエルバ県のハブーゴ産、エストレマドゥーラ州産、コルドバ県のペドロチェス産がハモン・イベリコの四大産地として知られている。

## ハムの表記

### ベジョータ、セボ・デ・カンポ、セボ
どんぐりを主体に育った豚の中で認可を得たものだけが「ハモン・デ・ベジョータ・イベリコ（Jamón de bellota ibérico。bellota＝どんぐり）」と名づけられ、味、品質ともにより優れているとされる。放牧だけでなく体重増加を補うため自然飼料も与えられた豚は「セボ・デ・カンポ」 （以前はレセボという呼称がつけられていた）となり生ハムでの表記は「ハモン・デ・セボ・デ・カンポ・イベリコ」(Jamón de cebo de campo ibérico) となる。ドングリを一度も食べなかったイベリコ豚は「セボ」と呼ばれ、ハムも同様に「ハモン・デ・セボ・イベリコ」 (Jamón de cebo ibérico) として出荷される。

### イベリコ
イベリコを名乗る際、求められるのは純血度が50%以上であることと規定されている。現在100%の純血を守っているのはごくわずかのメーカーに限られるが、そのこと自体が生ハムのクオリティを証明する事実とはなっていない。しかしながら、特にベジョータの場合に限り100％の血統であれば「Jamón de bellota 100 % ibérico」の名称と黒色のタグを付与して表示することが許される(他のランキングでも「100％ ibérico」の名称は付けられるがタグは50％血統、75％血統の製品と同じものとなる)。